# Sparaxis
Sparaxis és un gènere de plantes perennes, bulboses, oriündes de Sud-àfrica, pertanyents a la família de les iridàcies.

## Descripció
Les espècies d'aquest gènere tenen fulles planes, disposades en rosetes aplanades. Les flors són actinomorfes (secció Sparaxis) o zigomorfes (secció Synnotia) i hermafrodites. El perigoni està compost per 6 tèpals units a la seva base formant un tub. Els estams són 3, unilaterals. L'ovari és ínfer, trilocular i l'estil filiforme. El fruit és una càpsula dehiscent per 3 valves. Les flors, usualment de colors brillants, es troben reunides en espigues simples o ramificades. El nombre cromosòmic bàsic és X=10.
El gènere està restringit a la Província del Cap a Sud-àfrica i comprèn diverses espècies de geòfits que vegeten durant l'hivern, floreixen a la primavera i es troben en repòs durant l'estiu. Es multipliquen per llavors i bulbs. Totes les espècies del gènere tenen importància ornamental. No obstant això, la més popular i més freqüentment trobada en el comerç és Sparaxis tricolor.

## Taxonomia
El gènere va ser descrit per John Bellenden Ker Gawler i publicat a Curtis's Botanical Magazine 15: 548, l'any 1802.

### Etimologia
Sparaxis: nom genèric que deriva del grec Sparasso, que significa "trencar", i fa al·lusió a la forma de les bràctees florals.

### Espèciesacceptades
- Sparaxis auriculata Goldblatt & J.C.Manning
- Sparaxis bulbifera (L.) Ker Gawl.
- Sparaxis caryophyllacea Goldblatt
- Sparaxis elegans (Sweet) Goldblatt
- Sparaxis fragrans (Jacq.) Ker Gawl.
- Sparaxis galeata Ker Gawl.
- Sparaxis grandiflora (D.Delaroche) Ker Gawl.
- Sparaxis maculosa Goldblatt
- Sparaxis metelerkampiae (L.Bolus) Goldblatt & J.C.Manning
- Sparaxis parviflora (G.J.Lewis) Goldblatt
- Sparaxis pillansii L.Bolus
- Sparaxis roxburghii (Baker) Goldblatt
- Sparaxis tricolor (Schneev.) Ker Gawl.
- Sparaxis variegata (Sweet) Goldblatt
- Sparaxis villosa (Burm.f.) Goldblatt[3]